# Josef Klaus
Josef Klaus, född 15 augusti 1910 i Mauthen i Kärnten, Österrike-Ungern,
död 26 juli 2001 i Wien, var en österrikisk jurist och politiker.

## Biografi
Klaus föddes som son till en bagarmästare, och hans mor kom från en gruvarbetarfamilj. Hans far dog tidigt, så modern hade stort inflytande på honom. Bland annat lärde hon sonen i unga år det italienska språket och stenografi. Han undervisades i seminariet i Klagenfurt och som student var han medlem i olika katolska gymnasieföreningar. Därefter studerade han juridik i Wien och tog 1934 en doktorsexamen på juristlinjen.
Inledningsvis arbetade han med Johann Staud för Företagarnas förbundsorganisation och, efter en kort tid, i den juridiska avdelningen för arbetarorganisationen.
År 1939, efter de tyska nazisternas anslutning av Österrike, blev Klaus inkallad till militärtjänst och under andra världskriget tjänstgjorde han i den tyska armén under fälttåg i Polen, Frankrike, Finland och Ryssland. Han fängslades i början av 1945 och fördes till ett fångläger.
Klaus var regeringschef (Landeshauptmann) i det österrikiska förbundslandet Salzburg 1949–1961 och ledande medlem av Österrikiska folkpartiet (ÖVP). När förbundskansler Julius Raab avgick, fick Klaus ökat inflytande som representant för de "unga reformatorerna". Han blev finansminister under förbundskansler Alfons Gorbach och efterträdde denne som kansler när Gorbach blev förbundspresident. Klaus bildade en ny stor koalition med Socialdemokraterna (SPÖ), som redan hade inletts 1945 och som varade fram till 1966, då ÖVP under Klaus vann egen majoritet vid val till nationalrådet. I juni samma år bestämde man att ta första steget till att gå med i dåvarande Europeiska ekonomiska gemenskapen, som till slut ledde till att Österrike gick med i Europeiska unionen år 1995.
Klaus började många reformer och är ihågkommen för att administrera regeringen effektivt, men han förlorade 1970 valet mot Bruno Kreisky (SPÖ), som blev hans efterträdare som kansler. Klaus skulle ha kunnat fortsätta genom att ingå en koalition med Frihetspartiet (FPÖ), men avgick omedelbart efter att ha förlorat valet.
Trots sin "hårda image", blev Klaus firad på sin 90-årsdag i hela landet. I september 1971 publicerade han sina memoarer Macht und Ohnmacht in Österreich, och fram till 1995 ledde han ofta seminarier om politiska och sociala teman.